# Кварцмонцонит
Кварцмонцонит је дубинска кисела магматска стена. Одликује се мањим садржајем кварца у односу на гранит и гранодиорит (које су киселије стене). Настаје кристализацијом киселих магми у Земљиној кори.
Минерали који изграђују кварцмонцонит су:
- кварц,
- алкални фелдспат (ортоклас или микроклин),
- интермедијарни плагиоклас,
- бојени минерали (најчешће из групе лискуна).

Код кварцмонцонита је садржај ортокласа и плагиокласа приближно једнак, што чини значајну разлику у односу на гранодиорит. 
Структура кварцмонцонита је порфироидна до порфирска, док је његова текстура масивна.  